# دونا جو نابولي
دونا جو نابولي (بالإنجليزية: Donna Jo Napoli)‏ (28 فبراير 1948، ميامي في الولايات المتحدة)؛ كاتِبة مُتخصِّصة في أدب الأطفال، أستاذة جامعية وروائية أمريكية. درست في جامعة هارفارد.

## روابط خارجية
- دونا جو نابولي على موقع ميوزك برينز (الإنجليزية)